# 민주희
민주희(1989년 8월 21일 ~ )는 대한민국의 방송인이다.

## 학력
- 동덕여자대학교 방송연예과

## 출연 작품

### 방송
- 성캐의 야(夜)생중계 (2010년, 온게임넷)
- 하트비트 메가폰 (2010년, 온게임넷)
- 대한민국 게임상황실 GP (2011년, 온게임넷)
- 크리에이티브 던파 (2011년, 온게임넷)
- LOL Night Show - 나는 캐리다 (2012년, 온게임넷)
- Hello SA SUDDEN ATTACK (2013년, 온게임넷)
- 켠김에 왕까지 (2013년, 온게임넷)